# Cuautitlán
Cuautitlán is een voorstad van Mexico-Stad, in de deelstaat Mexico. Cuautitlán heeft 84.737 inwoners en is de hoofdplaats van de gemeente Cuautitlán. Cuautitlán dient niet verward te worden met Cuautitlán Izcalli, dat evenwel zeer dichtbij ligt.
De heilige Juan Diego Cuauhtlatoatzin was geboren in Cuautitlán in 1474. Destijds was Cuautitán nog een dorpje dat werd bewoond door de Azteken, die de plaats haar naam geven: 'plaats tussen de bomen'. Tijdens de Azteekse periode was Cuautitlán een belangrijk politiek centrum. De Annalen van Cuauhtitlan vormen een belangrijke bron van informatie voor de pre-Spaanse periode. Inmiddels is Cuautitlán overvleugeld door de agglomeratie Mexico-Stad.